# 坂口眞人
坂口 眞人（さかぐち まさと、1948年3月 - ）は、日本の化学者（高分子化学・高分子物理化学）。学位は工学博士（北海道大学・1977年）。新字体で坂口 真人（さかぐち まさと）とも表記される。
市邨学園短期大学生活文化学科教授、名古屋経済大学短期大学部生活文化学科教授、静岡県立大学環境科学研究所教授などを歴任した。

## 来歴

### 生い立ち
1948年3月に生まれた。北海道室蘭市の室蘭工業大学に進学し、工学部の化学工学科にて化学工学を学んだ。1970年に室蘭工業大学を卒業し、工学士の称号を得た。その後、同じく北海道の国立大学である北海道大学の大学院に進み、工学研究科の合成化学工学専攻にて学んだ。1973年に修士課程を修了し、工学修士の学位を得た。1975年、ベルギーの政府給費留学生に選抜され、ブリュッセル自由大学に留学し、化学科にて一年を過ごした。1977年に博士課程を修了し、工学博士の学位を得た。

### 研究者として
北海道大学の大学院修了後、愛知県にある市邨学園短期大学に採用され、講師に就任した。その後、長年にわたり市邨学園短期大学で教鞭を執った。1980年には、市邨学園短期大学の家政科の助教授に昇任した。その傍ら、北海道大学工学部附属石炭系資源実験施設の客員研究員を三度にわたって務めた。また、アメリカ合衆国のヒューストン大学の客員研究員も二度務めている。さらに、名古屋大学の工学部でも、講師として教鞭を執った。
1990年、市邨学園短期大学は組織改編を行い、家政科を廃止して新たに生活文化学科を設置した。同年、市邨学園短期大学の教授に昇任した。2002年、市邨学園短期大学は名古屋経済大学短期大学部に改組されたが、引き続き教授を務めた。2005年、静岡県立大学に転じ、環境科学研究所の教授に就任し、反応化学研究室を担当した。同時に、静岡県立大学の大学院にて、生活健康科学研究科の環境物資科学専攻の教授も務めた。退職後も静岡県立大学に再雇用され、大学院の食品栄養環境科学研究院にて特任教授として教鞭を執っていたが、2015年3月31日に退任した。

## 研究

セルロース

専門は化学であり、大学では化学工学科、大学院では合成化学工学専攻に在籍したことからもわかるように、化学工学に関する分野を中心とする。具体的には、高分子化学や高分子物理化学に関する領域を中心としており、化学、工学、さらには環境学にも関連するやや学際的な領域も含んでいる。
具体的には、固相メカノケミカル反応を用いて、木質セルロースの新たな機能性材料の創生を目指している。また、高分子に関する研究も多く、高分子鎖の分子運動を解析し、高分子固体の表面について調査したり、摩擦による高分子材料の帯電について調査したり、といった研究を行っている。なお、これらの研究においては、「再生可能な資源を用い、持続可能な社会の構築に資する新規機能性材料の創製」を目標として掲げている。

## 略歴
- 1948年3月 - 誕生。
- 1970年3月 - 室蘭工業大学工学部卒業。
- 1973年3月 - 北海道大学大学院工学研究科修士課程修了。
- 1977年3月 - 北海道大学大学院工学研究科博士課程修了。
- 1977年4月 - 市邨学園短期大学家政科講師。
- 1978年8月 - 北海道大学工学部附属石炭系資源実験施設客員研究員。
- 1979年7月 - 北海道大学工学部附属石炭系資源実験施設客員研究員。
- 1980年4月 - 市邨学園短期大学家政科助教授。
- 1981年2月 - 北海道大学工学部附属石炭系資源実験施設客員研究員。
- 1984年10月 - 名古屋大学工学部講師。
- 1988年4月 - ヒューストン大学客員研究員。
- 1989年4月 - 名古屋大学工学部講師。
- 1990年4月 - 市邨学園短期大学生活文化学科教授。
- 1990年7月 - ヒューストン大学客員研究員。
- 2002年4月 - 名古屋経済大学短期大学部生活文化学科教授。
- 2005年4月 - 静岡県立大学環境科学研究所教授。
- 2005年4月 - 静岡県立大学大学院生活健康科学研究科教授。

## 賞歴
- 1982年 - 高分子若手奨励金。

## 著作

### 共著
- Joseph C. Salamone, Concise Polymeric Materials Encyclopedia, CRC, 1996. ISBN 9780849324703